# Tom Bouman
Pour les articles homonymes, voir Bouman.
Œuvres principales
- Série Henry Farrell

Tom Bouman est un écrivain américain, auteur de romans policiers.

## Biographie
En 2014, Tom Bouman publie son premier roman, Dry Bones in the Valley, avec lequel il est lauréat du Los Angeles Times Book Prize 2014 et du prix Edgar-Allan-Poe 2015 du meilleur premier roman. The Washington Post juge ce roman comme « un début excitant et dérangeant », The New York Times le qualifie comme étant un « beau premier roman ».

## Œuvre

### Romans

#### SérieHenry Farrell
1. Dans la vallée décharnée, Actes Sud, coll. « Actes noirs », 2018 ((en) Dry Bones in the Valley, 2014), trad. Alain Defossé, 339 p.  (ISBN 978-2-330-08186-7)
2. Dans les brumes du matin, Actes Sud, coll. « Actes noirs », 2020 ((en) Fateful Mornings, 2017), trad. Yannis Urano, 368 p.  (ISBN 978-2-330-13691-8)
3. (en) The Bramble and the Rose, 2020

## Prix et distinctions

### Prix
- Los Angeles Times Book Prize 2014 pour Dry Bones in the Valley[3]
- Prix Edgar-Allan-Poe 2015 du meilleur premier roman pour Dry Bones in the Valley[4]

### Nominations
- Prix Macavity 2015 du meilleur premier roman pour Dry Bones in the Valley[5]